# Iajberen, Narodîci
Iajberen (în ucraineană Яжберень) este un sat în comuna Novîi Dorohîn din raionul Narodîci, regiunea Jîtomîr, Ucraina.

## Demografie
Componența lingvistică a localității Iajberen
     Ucraineană (93,69%)
     Română (5,41%)
     Alte limbi (0,9%)
Conform recensământului din 2001, majoritatea populației localității Iajberen era vorbitoare de ucraineană (93,69%), existând în minoritate și vorbitori de română (5,41%).